# Свети Петър (Любек)
Вижте пояснителната страница за други значения на Свети Петър.
Църквата Св. Петър в Любек е християнски храм, който се споменава за първи път през 1170 година. В продължение на векове тя е била няколко пъти разширявана, като най-богати дарове получава по време на икономическата доминация на Ханзата. По време на Втората световна война тя издържа на силни повреди и през 1987 е напълно възстановена. Тъй като вътрешната украса не е възстановена, в нея няма богослужение. Вместо това тя се използва за културни и религиозни мероприятия, а също и за художествени изложби.
| \| \| \| \| |  |  |
|             |  |  |